# Les Âmes vagabondes (film)
Cet article concerne le film d'Andrew Niccol. Pour le film de Bong Joon-ho, voir The Host.
Pour plus de détails, voir Fiche technique et Distribution.
Les Âmes vagabondes (The Host) est un film de science-fiction américain produit et réalisé par Andrew Niccol et sorti en 2013. C'est une adaptation cinématographique du roman éponyme de Stephenie Meyer.

## Synopsis
Le monde entier a été envahi par des extraterrestres qui prennent possession du corps des humains. Mélanie vient d'être capturée, mais parvient à faire changer d'avis l'extraterrestre en elle. Toutes deux tenteront de sauver Jared, l'amour de Mélanie, et Jamie, son petit frère.

## Fiche technique
- Titre original : The Host
- Titre français : Les Âmes vagabondes
- Réalisation : Andrew Niccol
- Scénario : Andrew Niccol, d'après le roman Les Âmes vagabondes de Stephenie Meyer
- Musique : Antonio Pinto
- Photographie : Roberto Schaefer
- Montage : Thomas J. Nordberg
- Décors : Andy Nicholson
- Direction artistique : Beat Frutiger
- Production : Stephenie Meyer, Paula Mae Schwartz, Steve Schwartz, Nick Wechsler
- Coproducteurs : Jamie Audia, Lizzy Bradford, Roger Schwartz
- Producteurs délégués : Ray Angelic, Claudia Bluemhuber, Marc Butan, Bill Johnson, John Brooks Klingenbeck, Jim Seibel
- Sociétés de production : Chockstone Pictures, Inferno Entertainment, Nick Wechsler Productions, en association avec Silver Reel
- Distribution : 
  - États-Unis : Open Road Films
  - France : Metropolitan Filmexport
- Genre : science-fiction, thriller
- Durée : 126 minutes
- Budget : 44 000 000 $[1]
- Dates de sortie[2] : 
  - Belgique : 27 mars 2013
  - États-Unis : 29 mars 2013
  - France : 17 avril 2013

## Distribution
- Saoirse Ronan (VF : Leslie Lipkins) : Mélanie Stryder / Vagabonde Gaby (Wanda dans la VO)[3]
- Max Irons (VF : Marc Lamigeon) : Jared Howe[4]
- Diane Kruger (VF : elle-même) : Lacey / la traqueuse[5]
- Jake Abel (VF : Axel Kiener) : Ian O'Shea[4]
- Chandler Canterbury (VF : Théo Benhamour) : Jamie Stryder[6]
- William Hurt (VF : Féodor Atkine) : Jebediah « Jeb » Stryder
- Boyd Holbrook (VF : Geoffrey Saiveaux) : Kyle O'Shea[6]
- Frances Fisher (VF : Blanche Ravalec) : Maggie Stryder[7]
- Emily Browning (VF : Myrah Talie) : Gaby / Vagabonde
- Alex Russell (VF : Alexis Gilot) : le traqueur Burns
- Rachel Roberts : l'âme Fleur
- J. D. Evermore : Trevor Stryder
- Bokeem Woodbine : Nate
- Scott Lawrence (en) (VF : Bruno Henry) : Doc / Eustache
- Stephen Rider (en) : le traqueur Reed
- Tatanka Means (en) : le traqueur Hawke

Source et légende : Version française (VF) sur AlloDoublage

## Production

### Lieux de tournage
au Nouveau-Mexique
- Au neck Shiprock, (comté de San Juan)
- Albuquerque
- Farmington
- Bernalillo

en Louisiane
- Aux Raleigh Studios à Baton Rouge
- Au Bonnet Carré Spillway à Norco
- La Nouvelle-Orléans
- Bâton-Rouge

## Bande originale
Sauf indication contraire ou complémentaire, les informations mentionnées dans cette section proviennent du générique de fin de l'œuvre audiovisuelle présentée ici.
- Radioactive par Imagine Dragons de 2012.
- Cat Howlin Ted par Brett Andow.

Musiques non mentionnées dans le générique
Par Antonio Pinto :
- Outer Space.
- Soul Inside.
- Wanderer.
- Inside Your Mind.
- Soul Mates.
- Escape.
- Walk.
- Fading.
- Into The Cave.
- Mirror Mirror.
- Glow.
- Sun Inside.
- Dying Soul.
- Catch Us.
- I'm Alive.
- Kiss Me If You Can.
- River Fight.
- Star Crossed.
- Trust Me.
- Healing.
- Kill Me.
- Soul Outside.
- Goodbye Wanderer.
- One Strange World.
- Home.
- The Store.

## Accueil

### Accueil critique
Dans l'ensemble, le film obtient un accueil mitigé : les critiques soulignent la pauvreté du scénario et jugent le film niais avec un côté déjà vu entre Twilight et L'Invasion des profanateurs de sépultures et ses remakes[réf. nécessaire].
Sur Allociné, le film obtient des critiques mitigées voire négatives ; la presse lui donne une moyenne de 2,4/5 basée sur 15 critiques et les spectateurs 3,5/5. Sur IMDb, le film obtient la note de 5,9/10. Sur Metacritic, le film obtient un score de 35/100 basé sur 28 avis. Tandis que sur Rotten Tomatoes, il ne recueille qu'un taux d'approbation de 9 % basé sur 128 votes.

### Box-office
- Monde : 48 227 201 $[12]
- États-Unis,  Canada : 26 627 201 $[12]
- France : 395 414 entrées[13]